# Oroszvár
Oroszvár (szlovákul Rusovce, németül Karlburg, Rossenburg, Kerchenburg, horvátul Rosvar) Pozsony településrésze Szlovákiában, a Pozsonyi kerület Pozsonyi V. járásában. Első írásos említése 1208-ból maradt fenn. 1947-ig Magyarországhoz tartozott. 1972. január 1-étől Pozsony városrésze.

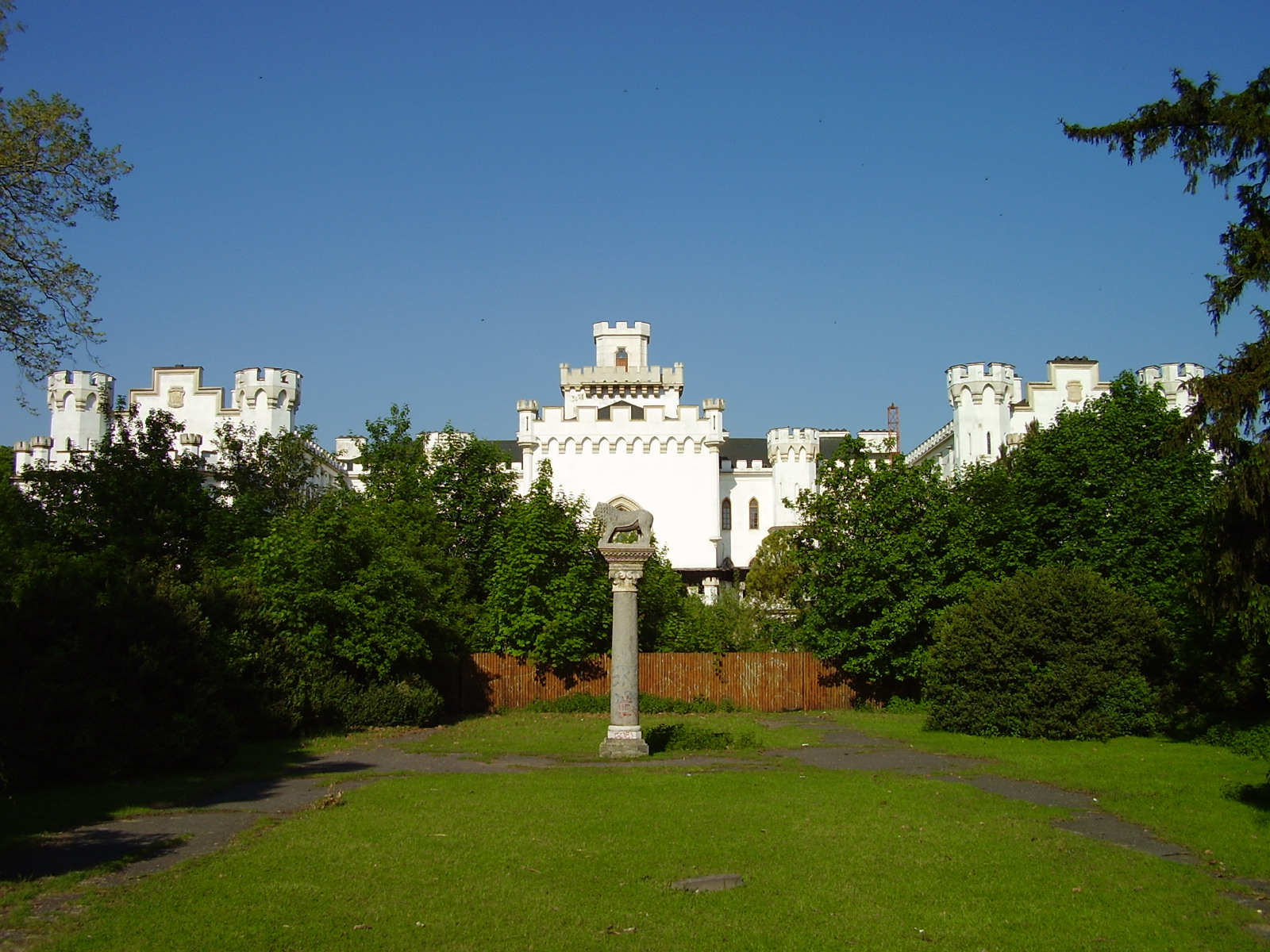
Oroszvár kastélya

## Fekvése
Pozsony belvárosától 8 km-re délre, a Duna jobb partján fekszik. Vasúti megállója Oroszvár a Pozsony–Hegyeshalom-vasútvonalon.

## Élővilága

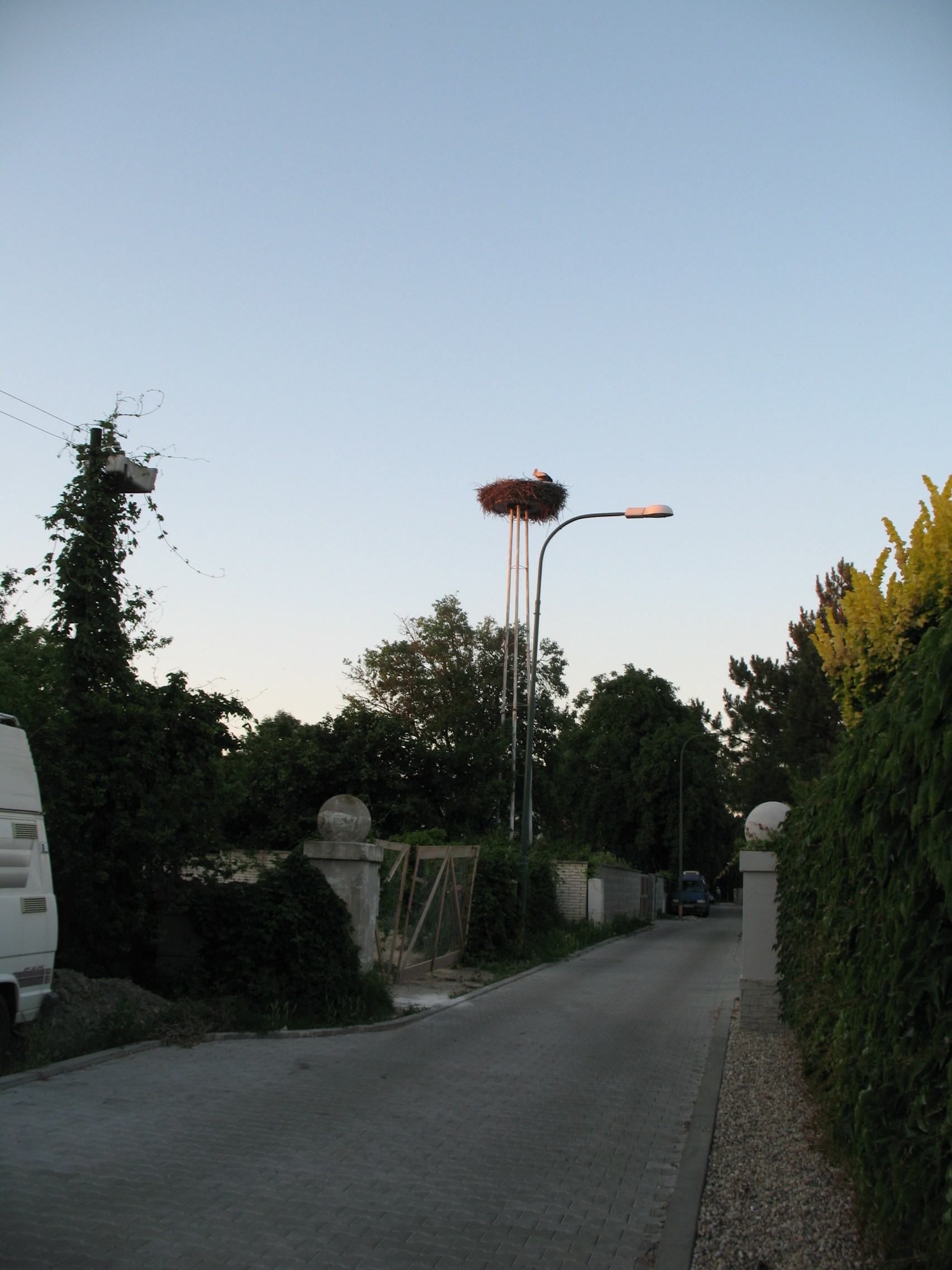
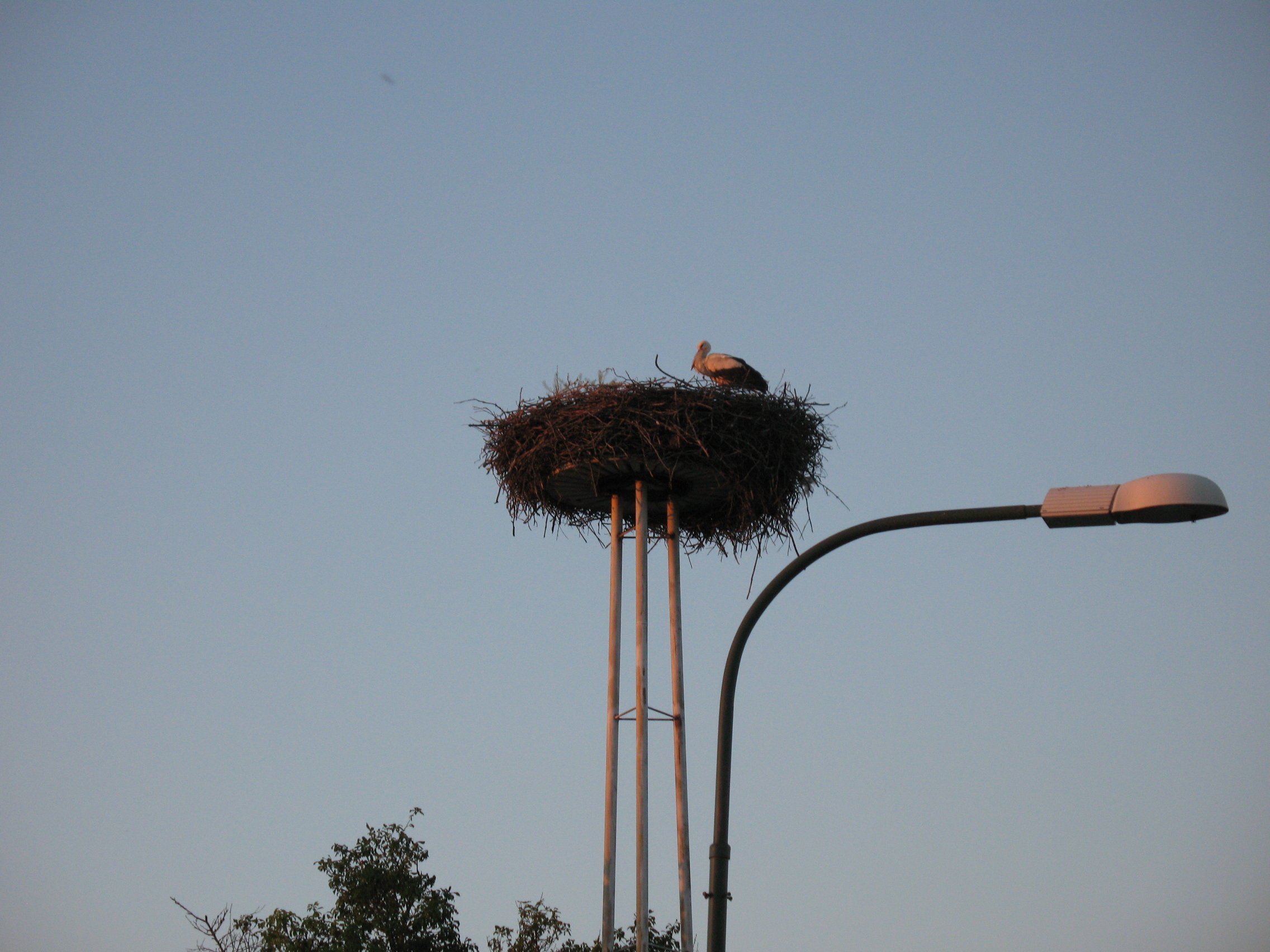
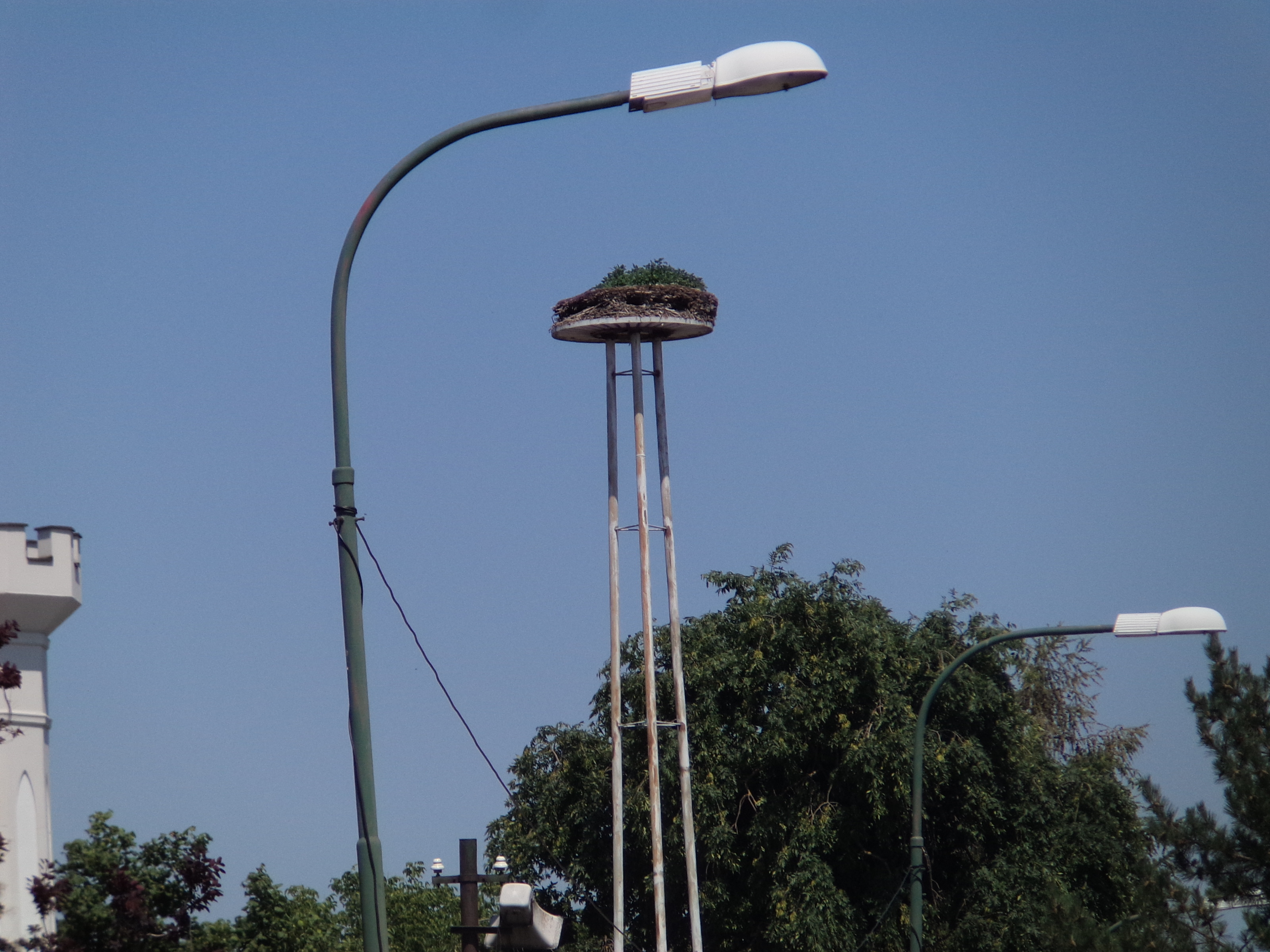
2020
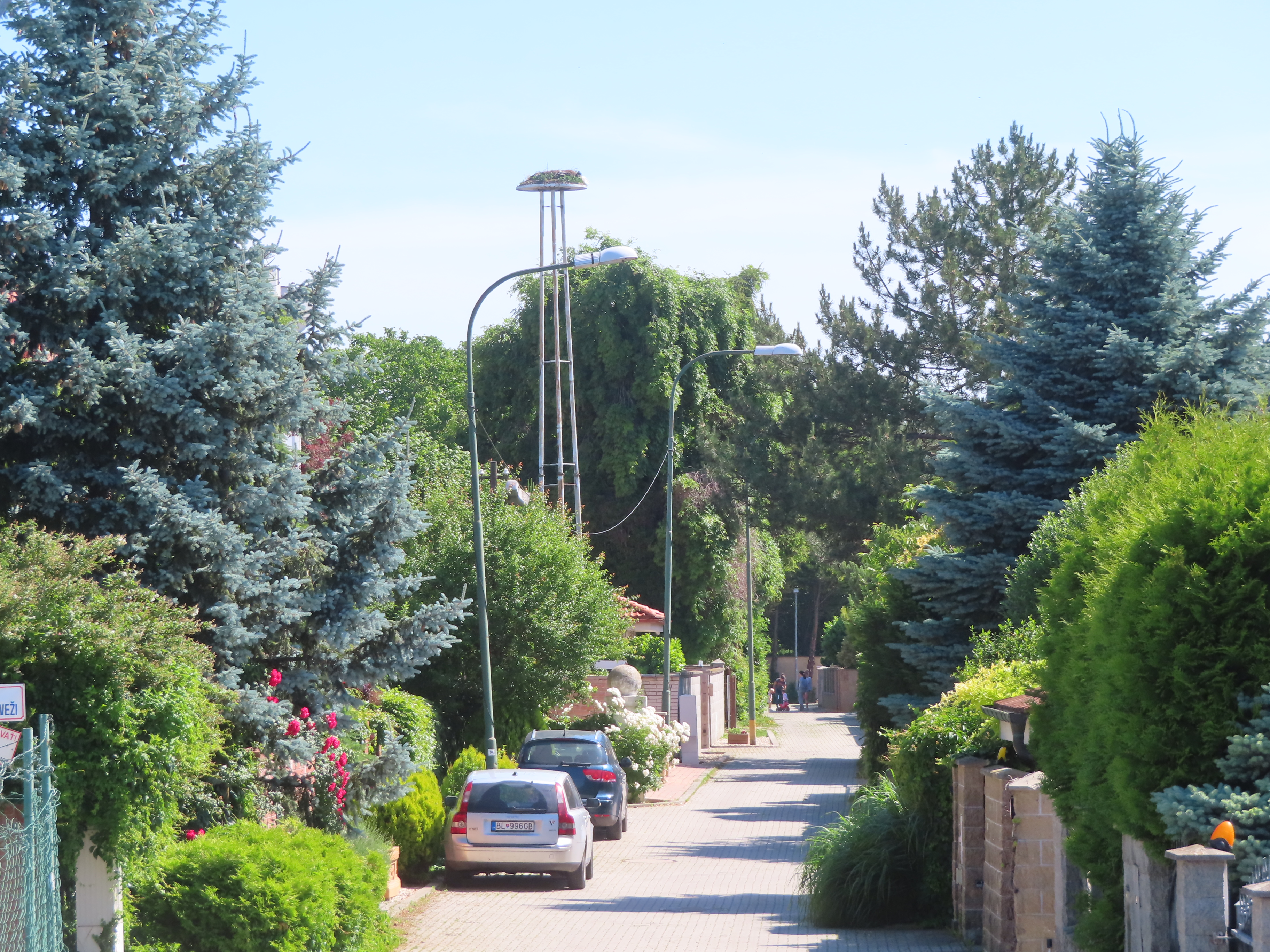
2024

A városrészben 2 gólyafészekhelyet tartanak nyilván. 2014-ben és 2017-ben is 2 gólyafiókát számoltak össze.

## Nevének eredete
Neve arra utal, hogy Árpád-kori várát orosz határőrnépek védték, melyeket Taksony fejedelem telepített ide.

## Története
A település területén a bronzkorban a Wieselburgi kultúra települése állt. A vas korban, az i. e. 7. században a Hallstatti kultúra embere élt ezen a tájon. A késői vaskorban a La Tène-kultúra népe élt itt. Területén a római korban egy Gerulata nevű település állt. 2021 óta Gerulata A Római Birodalom dunai limese világörökségi helyszín része.
E vidéket a honfoglalás után orosz határőrnépek védték, melyeket Taksony fejedelem telepített ide, valószínűleg egykori várát is ő építtette 947 és 970 között. Oklevél 1208-ban „terra Wruzvar” néven említi először. A várnak már nyoma sincs, mivel 1271-ben Ottokár cseh király leromboltatta. A település a 14. században kereskedelmi központ lett, ahol már 1365 előtt jelentős éves vásárokat tartottak. Ebben az időszakban bukkan fel német neve is először „Kerselburch” alakban. 1410-ben „Orozwar” néven említik. 1446-ban említik harmincadszedő vámállomását. A 15. században a Tompek család tulajdonában találjuk. 1518-ban Jósa istván birtoka, ezután különböző nemesi családoké. A 16. században a török elöl menekülő horvátok telepedtek le itt, majd németek és magyarok érkeztek. 1646-ban Zichy István birtoka lett. 1659-ben említik először iskoláját. 1710-ben alakult meg első céhe, a cipészeké. 1794-ben kétszer is erős földrengés rázta meg a települést.

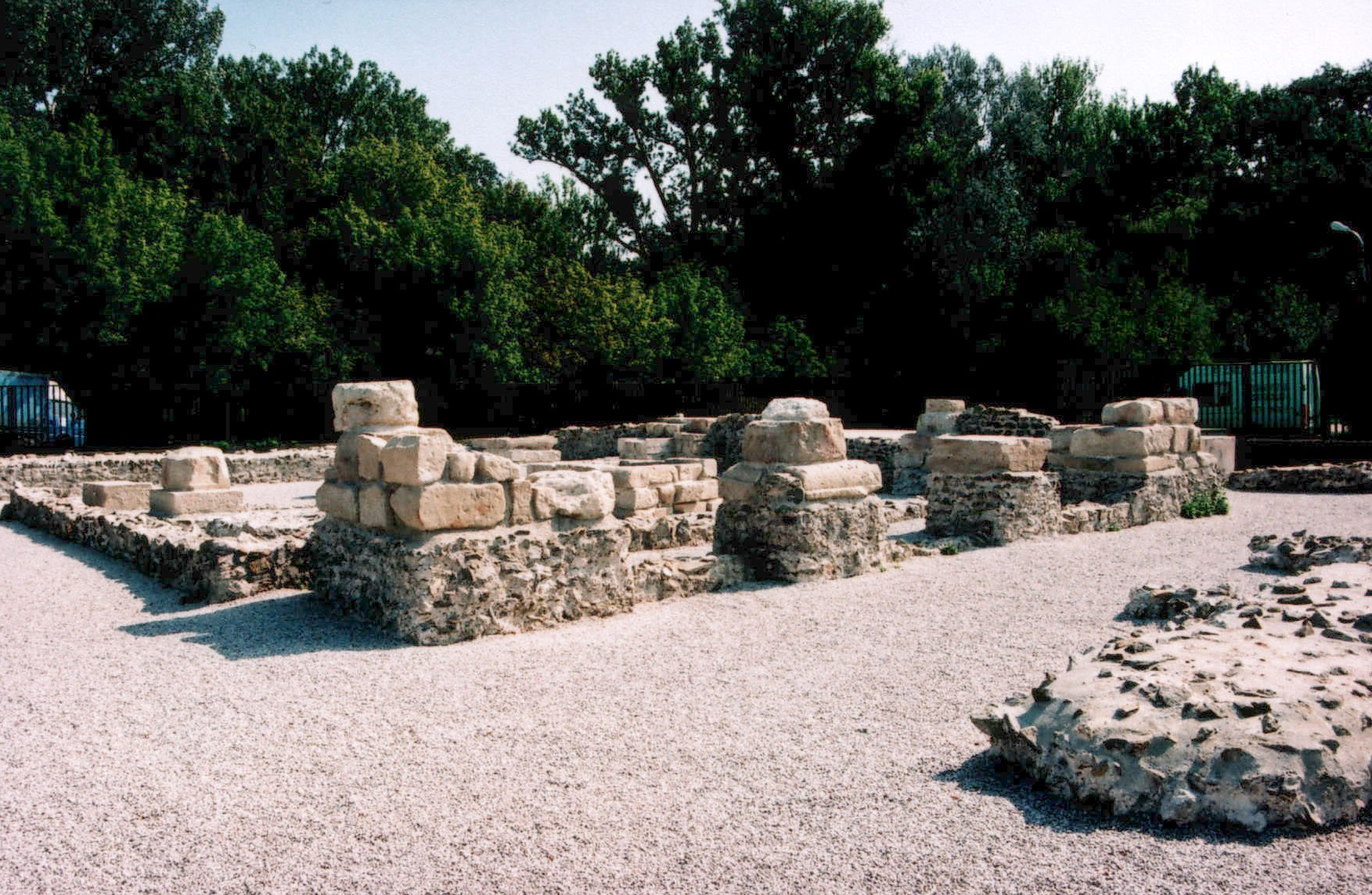
Gerulata romjai

A 18. század végén Vályi András így ír róla: „OROSZVÁR. Carloburgum. Karlburg. Elegyes német mező Város Moson Vármegyében, földes Ura Gróf Zichy Uraság, Nemes Zichy, és más Urak is bírnak benne. Lakosai leg inkább katolikusok, és számos zsidók, fekszik Duna vizéhez közel, az Ország útban Óvárhoz nem meszsze, ’s a’ földes Uraságnak igen jeles, és pompás Kastéllyával, ’s ugyan illy szembetűnő jó ízléssel épűlt gyönyörű Várhoz illő ángolyi kerttel díszesíttetik. Ez a’ Kastély valóban nem tsak e’ Várost, hanem az egész vidéket ékesíti, és az útazót is vidámíttya. Újabb Szentegyházát, melly Sz. Magdalénának emlékezetére épűlt, néhai G. Zichy István építtette, a’ kinek teste is ide helykeztetett [...] a' Városon kivűl északra, vagyon az a’ nevezetes töltés, melly által a’ Nagy Dunának egyik erén ezen Vármegyének nagy költségeivel, nem sok esztendőkkel ez előtt termés kövekből építtetett. Határja egyenes, és róna, három nyomásbéli, földgye rész szerént veres agyagos, és követses; rész szerént pedig fekete, mellyben leg inkább rozs, és árpa terem, búza silányabban, a’ Duna mentében vagyon fűzfa, túl pedig a’ Dunán keményfa erdeje, réttye ’s legelője tsekélyes, piatza Nizsiderben, és Posonyban.”
1809. május 16-án Oroszvárt elérték Napóleon csapatai. Kastélyát 1841 és 1844 között gróf Zichy Emánuel építtette.

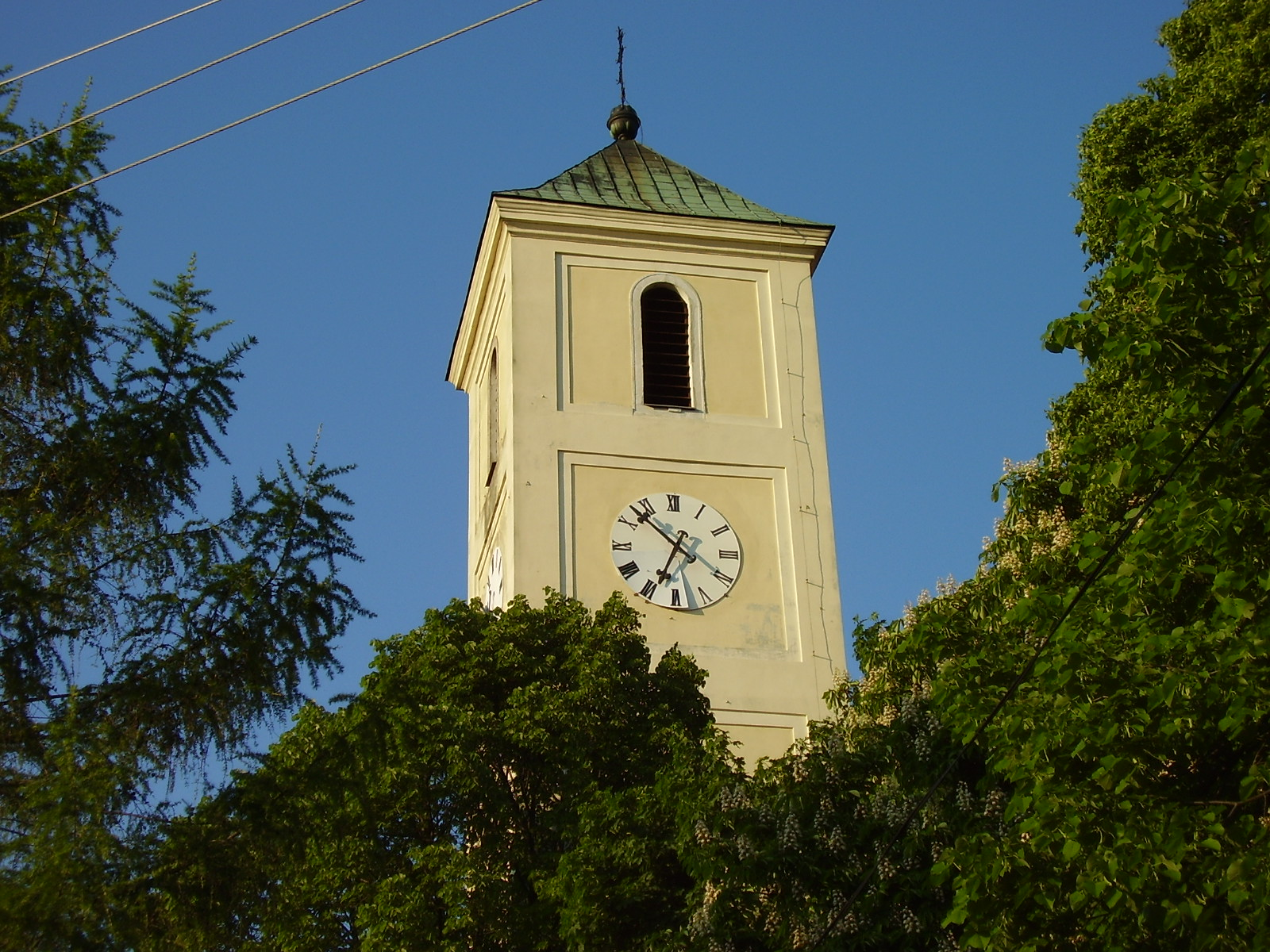
A katolikus templom

Fényes Elek 1851-ben kiadott geográfiai szótárában így ír a városról: „Oroszvár, németül Carlburg, német-horvát m.-város, Moson vmegyében, a Dunának egy ága mellett, kies vidéken. Lakja 1100 rom. kath., 350 evang., 460 zsidó, kath., anya-, evang. fiók templommal, synagógával. Ékesiti a várost az uraság ritka pompás kastélya, szép angolkerttel. Van derék vendégfogadója, sörfőzőháza, több vizimalma, erdeje. A lakosok 88 6/8 telek után birnak 752 másod, 1402 harmad, 453 negyed osztálybeli szántóföldet és 16 hold rétet. A gazdák főleg csak lovakat tartanak, s erősen fuvaroznak. Birja a várost gróf Zichy Manó; de nemesudvarokat birnak itt Zichy, Jablanczy, Balogh, Csergő, Trsztyánszky nemes családok. Ut. posta Rajka.”
1872-ben Hugo Henckel vásárolta meg. 1876-ban a település alsó része leégett. 1906-ban a kastélyt gróf Lónyay Elemér vásárolta meg. Trianon után is Magyarország része maradt. A település 1947-ben, a párizsi békeszerződés értelmében került az akkori Csehszlovákiához, addig Moson vármegye Rajkai járásához tartozott.
A második világháború után itt nyitották meg Csehszlovákia első magyar tanítási nyelvű alapiskoláját, amely a hatvanas években beolvadt a helyi szlovák iskolába. Ezt követően az oroszvári magyar gyerekek a pozsony-belvárosi Duna utcai iskolában tanultak, de a kilencvenes évek kezdetétől már nem jár oroszvári gyerek magyar iskolába.

## Népessége
1880-ban 1885 lakosából 193 magyar és 32 szlovák anyanyelvű volt.
1890-ben 1668 lakosából 194 magyar és 31 szlovák anyanyelvű volt.
1900-ban 1711 lakosából 315 magyar és 40 szlovák anyanyelvű volt.
1910-ben 1802-en lakták, ebből 1268 német, 439 magyar, 30 szlovák, 20 horvát, 6 rutén és 39 egyéb anyanyelvű.
1930-ban 1678 lakosából 435 magyar és 11 szlovák volt.
1941-ben 1708 lakosából 648 magyar és 1 szlovák volt.
1991-ben 1759 lakosából 1195 szlovák és 465 magyar volt.
2001-ben 1922 lakosából 359 magyar és 1466 szlovák volt.
2011-ben 2845 lakosából 284 magyar és 2380 szlovák volt.

## Nevezetességei
- A falu Szent Mária Magdolna tiszteletére szentelt, római katolikus templomát 1668-1669-ben építették.
- A Zichy-kastélyt a 19. század középén, 1841 és 1844 között emelték az angol windsori kastély mintájára, neogótikus stílusban. Építője Franz Beer volt. Ma a Szlovák Állami Népi Együttes otthona. Szép parkjában az 1613-ban épített Szent Vid templom áll, melyet a 19. század második felében neogótikus stílusban átalakítottak.
- Evangélikus temploma 1829-ben épült.
- Gerulata Pre- és korarómai kori régészeti emlékei, amelyek részét képezik a nemzetközi jelentőségű Duna menti limesútvonalnak.[7]

## Neves személyek
- Itt hunyt el 1693-ban Zichy István tárnokmester.
- Itt hunyt el 1769-ben Zichy István magyar császári-királyi kamarás, a Pálffy-ezred kapitánya, 1761-től Komárom vármegye főispáni helytartója.
- Itt hunyt el 1812-ben Zichy Ferenc magyar főispán és főpohárnokmester,
- Itt hunyt el 1826-ban Koháry Ferenc József magyar királyi kamarás, titkos tanácsos, aranygyapjas vitéz, főpohárnok, főkancellár, Hont vármegye örökös főispánja.
- Itt élt az 1820-as években Zichy Károly feleségével, Seilern Crescence-szel, aki hosszú romantikus kapcsolat, majd férje halála után (1834), házasságot kötött Széchenyi Istvánnal.
- Itt született 1815-ben Jordán Tamás prépost-kanonok.
- Itt született 1926. augusztus 23-án Hernádi Gyula magyar író, forgatókönyvíró.

## Lásd még
- A Római Birodalom határai
- A római limes magyarországi szakaszai
- Pozsonyi V. járás